# Chiesa di San Martino (Schignano)
La chiesa di San Martino è un edificio religioso situato a Schignano, nel comune di Vaiano.

## Storia e descrizione

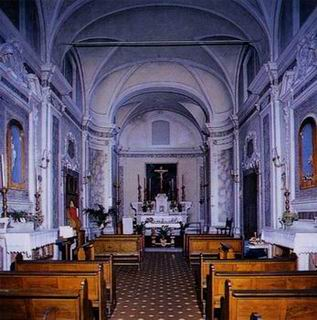
Interno della chiesa

Esistente dal XII secolo, fu ristrutturata nel 1760 – 1770  nella attuale, aggraziata veste barocchetta . L'interno presenta una intelaiatura di lesene  con specchiature a finti marmi e trabeazione in stucco; eleganti lesene concave raccordano le pareti laterali al presbiterio e fanno da base all'arco trionfale. Anche altari e confessionali si ornano di raffinati stucchi. Sul fondo del coro è una modesta tela con San Martino e il povero, della prima metà del Settecento.